# Xinxiang, Xinxiang
Xinxiang, även romaniserat Sinsiang, är ett härad som lyder under Xinxiangs stad på prefekturnivå i Henan-provinsen i norra Kina.
Xinxiangs härad består av de delar som blev över av häradet då dess huvudort blev ombildat till stadsdistrikt i staden med samma namn.

## Källa
1. ↑  ”worldpostmarks.net”. Arkiverad från originalet den 2 januari 2015. https://web.archive.org/web/20150102101710/http://worldpostmarks.net/HTML%20Countries/china.htm. Läst 23 januari 2015.